# فرانز شتال
فرانز شتال (بالإنجليزية: Franz Stahl)‏ هو موسيقي وعازف قيثارة أمريكي، ولد في 30 أكتوبر 1962 في واشنطن العاصمة في الولايات المتحدة.

## وصلات خارجية
- الموقع الرسمي
- فرانز شتال على موقع IMDb (الإنجليزية)
- فرانز شتال على موقع ميوزك برينز (الإنجليزية)
- فرانز شتال على موقع ديسكوغز (الإنجليزية)